# Stigmatea polygoni
Stigmatea polygoni är en svampart som först beskrevs av Elias Fries, och fick sitt nu gällande namn av Elias Fries 1849. Stigmatea polygoni ingår i släktet Stigmatea, klassen Dothideomycetes, divisionen sporsäcksvampar och riket svampar.   Inga underarter finns listade i Catalogue of Life.